# ルイス・サッカー
ルイス・サッカー（Louis Sachar、1954年3月20日 –  ）は、アメリカ合衆国の児童文学作家である。
1954年、アメリカニューヨーク市生まれ。
カリフォルニア大学で学んだ。
1998年に全米図書賞、1999年にニューベリー賞を受賞した。

## 受賞歴
- 全米図書賞　1998年 （Holes（『穴』）に対して）
- ニューベリー賞　1999年 （Holesに対して）

## 著書

### Sideways Stories From Wayside Schoolシリーズ
- Sideways Stories From Wayside School（『ウェイサイド・スクールはきょうもへんてこ』） (1978)
- Wayside School is Falling Down (『ウェイサイド・スクールはますますへんてこ』) (1989)
- Sideways Arithmetic From Wayside School (1989)
- More Sideways Arithmetic From Wayside School (1994)
- Wayside School Gets A Little Stranger (1995)
- Wayside School Beneath the Cloud of Doom (2020)

### Marvin Redpostシリーズ
- Kidnapped at Birth? (1992)
- Why Pick on Me?（『どうしてぼくをいじめるの？』） (1993)
- Is He a Girl? (1993)
- Alone In His Teacher's House（『先生と老犬とぼく』） (1994)
- Class President (1999)
- A Flying Birthday Cake? (1999)
- Super Fast Out of Control! (2000)
- A Magic Crystal? (2000)

### Holesシリーズ
- Holes（『穴』） (1998)
- Stanley Yelnats' Survival Guide to Camp Green Lake（『道』） (2003)
- Small Steps（『歩く』）(2006)

### その他の作品
- Someday Angeline (1983)
- Johnny's in the Basement (1983)
- Sixth Grade Secrets (Pig City） (1987)
- There's a Boy in the Girls' Bathroom（『トイレまちがえちゃった！』） (1988)
- The Boy Who Lost His Face（『顔をなくした少年』） (1989)
- Dogs Don't Tell Jokes (1991)
- Monkey Soup (1992)
- The Cardturner (2010)

## 日本語訳された作品
- 『トイレまちがえちゃった！』世界の子どもライブラリー、唐沢則幸訳、講談社、1998年
- 『穴』ユースセレクション、幸田敦子訳、講談社、1999年
- 『道』幸田敦子訳、講談社、2003年
- 『顔をなくした少年』松井光代訳、新風舎、2005年
- 『穴 － Holes』講談社文庫、幸田敦子訳、講談社、2006年
- 『歩く』金原瑞人・西田登共訳、講談社、2007年
- 『先生と老犬とぼく』文研ブックランド、はらるい訳、文研出版、2008年
- 『どうしてぼくをいじめるの？』文研ブックランド、はらるい訳、文研出版、2009年
- 『ウェイサイド・スクールはきょうもへんてこ』野の水生訳、きたむらさとし絵、偕成社、2010年
- 『ウェイサイド・スクールはますますへんてこ』野の水生訳、きたむらさとし絵、偕成社、2010年
- 『ぼくって女の子？？』はらるい訳、むらいながまさ絵、文研出版、2011年
- 『きみの声がききたいよ！』はらるい訳、むらいながまさ絵、文研出版、2012年
- 『地獄坂へまっしぐら！』はらるい訳、むらいながまさ絵、文研出版、2012年